# Schizochora stenosperma
Schizochora stenosperma är en svampart som beskrevs av Syd. 1925. Schizochora stenosperma ingår i släktet Schizochora och familjen Phyllachoraceae.   Inga underarter finns listade i Catalogue of Life.